# توتا فينكوفا
كانت تيودورا فينكوفا تشيهلاروفا والمعروفة باسم توتا فينكوفا (1855 - 1921) معلمة وطبيبة بلغارية، وتعد على نطاق واسع أول امرأة تمتهن الطب في بلغاريا. ترعرعت خلال صغرها في منزل شقيقتها، وذلك عقب رحيل والديها. نالت منحة دراسية من إحدى المؤسسات الخيرية، وهو ما مكنها من الالتحاق بالمدرسة، وذلك شريطة أن تقوم بالتدريس هناك لمدة خمس سنوات بعد تخرجها. عملت كمعلمة في المدرسة الرئيسية للبنات في جابروفو خلال الفترة الممتدة من عام 1873 حتى عام 1878. حولِت جميع المدارس الكائنة في مسقط رأسها إلى مستشفيات عسكرية إبان الحرب الروسية التركية، وتطوعت فينكوفا للعمل كممرضة لتعتزم بعدها دراسة الطب.
درست فينكوفا بمدينة سانت بطرسبرغ في روسيا بعد حصولها على عدة منح دراسية لتصبح طبيبة، وتعود بعدها إلى بلغاريا. عملت في مشافي مدن روسي وتارنوفو وفارنا قبل استقرارها في صوفيا. استكملت تخصصها ودرست الطب الباطني وطب الأطفال في سانت بطرسبرغ في عام 1893. كذلك تخصصت في مجال التوليد وأمراض النساء في مدينة فيينا النمساوية في عام 1895. عادت إلى صوفيا، وأصبحت رئيس قسم التوليد في مستشفى ألكساندروفسكا. يرجع إليها الفضل في تأسيس ووضع دورات حول التوليد في المستشفى. كذلك عملت في ذات الوقت كطبيبة مدرسية خلال الفترة الممتدة من عام 1899 حتى عام 1900. افتتحت فينكوفا خلال العام التالي عيادة خاصة قدمت فيها استشارات طبية مجانية للنساء الفقيرات. توفيت في عام 1921، وتركت القدر الأعظم من ثروتها للمؤسسات التي قدمت الرعاية للنساء والأطفال. سميت عدة شوارع ومستشفيات ومدارس على اسمها. يحتفظ المتحف الإقليمي للتاريخ بمدينة جابروفو ببعض مقتنياتها.

## النشأة والتعليم
ولدت تيودورا «توتا» فينكوفا تشيهلاروفا في مدينة جابروفو الواقعة بولاية بلغاريا العثمانية خلال ربيع عام 1855. كان والداها يدعيان ماريا وفينكو تشيهلارا. عمل والدها كحرفي، وكانت عائلتها فقيرة. ترعرعت في منزل شقيقتها رادكا وزوجها نيستور مينيفسكي، وذلك بعد أن تيتمت خلال طفولتها. وافقت جمعية الرعاية الأمومية الخيرية على تكفل مصاريف تأهيلها لتصبح معلمة شريطة أن تتعهد بالمواظبة على التدريس لمدة خمس سنوات. التحقت بالمدرسة الرئيسية للبنات في عام 1871، ودرست تحت إشراف أناستاسيا توشيفا. استكملت تعليمها لتتخرج ضمن الدفعة الأولى من طلاب الصف الخامس في عام 1873.

## المسيرة المهنية

### التدريس (1873-1878)
كلِفت فينكوفا بتدريس الصف الخامس في المدرسة الرئيسية للبنات في شهر أغسطس من عام 1873، وظلت تدرس هناك حتى شهر أغسطس من عام 1878. اندلعت ثورة أبريل في تلك الآونة في عام 1876، وتبعها اندلاع الحرب الروسية التركية (1877 - 1878). حولت جميع المدارس في مدينة جابروفو إلى مستشفيات عسكرية عقب معركة ممر شيبكا. تطوعت فينكوفا للعمل كممرضة في عيادة مدرسة أبريلوف الثانوية. ووقعت في حب أحد مرضاها، وهو طبيب روسي شاب تعرض لإصابة في ساقه، ويدعى إيفان جانسيتش. انتشرت الغرغرينا في ساق الأخير، وهو ما اضطرهم إلى بترها، غير أنه توفي في غضون يومين نتيجة إصابته بالإنتان، وهو ما جعل فينكوفا -التي لم تتزوج أبدًا- مصممة على أن تغدو طبيبة. قامت بوضع نصب تذكاري لجانسيتش، وحفرت اسمه على نصب الأطباء في حديقة الأطباء بصوفيا. قام طبيب روسي أقام في منزلها بتشجيعها على السعي وراء تطلعاتها، وساعدها في التقدم للحصول على إعانة من الجمعية الخيرية النسائية بسانت بطرسبرغ. قدمت الجمعية منحة مولت فيها رحلتها لتستهل دراستها في شهر سبتمبر من عام 1878.

### الطب (1878 - 1921)
سافرت فينكوفا إلى مدينة سانت بطرسبرغ، ودرست هناك لمدة عام قبل أن تصاب بالتهاب رئوي وتعود إلى منزل شقيقتها. عادت إلى سانت بطرسبرغ بعد فترة تعافي طويلة في عام 1883، وذلك بفضل المنحة الدراسية التي حصلت عليها من وزارة التربية الوطنية البلغارية. عادت إلى بلغاريا عقب تخرجها في عام 1886، واستكملت فترة تأهيلها في مستشفى الفئة الأولى في مدينة روسي. عملت بعد ذلك في كل من مستشفى تارنوفو وفارنا قبل أن تستقر في صوفيا. عادت فينكوفا إلى سانت بطرسبرغ لاستئناف تخصصها في الطب الباطني وأمراض الأطفال في عام 1893. استكملت بعد عامين من ذلك تخصصها في اختصاص التوليد وأمراض النساء بمدينة فيينا النمساوية.
تولت فينكوفا منصب رئيس قسم التوليد في مستشفى ألكساندروفسكا في صوفيا في عام 1895. يعود إليها الفضل في تأسيس ووضع مناهج دورات التوليد التي قامت بتدريسها في المستشفى. كانت هذه أول دورات تأهيلية للنساء في هذا المجال في بلغاريا. كذلك كانت فينكوفا من بين حفنة قليلة من النساء اللواتي شغلن منصب مساعد إداري في ذاك الوقت. عملت كطبيبة مدرسية في مدرسة البنات الثانوية في صوفيا خلال الفترة الممتدة من عام 1899 حتى عام 1900. تركت عملها في المستشفى في عام 1901، ويرجع السبب الرئيسي في ذلك إلى المشاكل الصحية التي عانت منها، وذلك فضلًا عن افتتاحها لعيادتها الخاصة. عملت فينكوفا من منزلها الواقع في شارع سولونسكا الثالث عشر. كانت عيادتها تخدم النساء الفقيرات، وتكفلت مجموعة من النساء الفاعلات للخير دعم العيادة نظرًا لعدم تقاضيها لأجر لقاء الخدمات التي قدمتها.

## الوفاة والإرث
توفيت فينكوفا جراء إصابتها بقصور في القلب في منزلها في صوفيا بتاريخ 23 ديسمبر عام 1921، ودفنت في مقبرة صوفيا المركزية. تكفلت في وصيتها تعليم أبناء شقيقتها وأخوتها، وتركت ثروتها لمؤسسات مختلفة، وشمل ذلك تركها نصف مليون ليف لتشييد بناء يحمل اسمها ويتسع لأربعين سريرًا للأطفال في مصحة السل الدماغي في إيسكريتس، وتشييد مدرسة الغابات المناخية للأطفال وهي عبارة عن مخيم صيفي للأطفال في زيلينو دارفو. كذلك تركت أموالًا لصالح مدرسة البنات في جابروفو. ووهبت أربعين ألف ليف لجامعة صوفيا. تذكر على نطاق واسع باعتبارها أول طبيبة من مواليد بلغاريا.
غير اسم المستشفى الإقليمي في جابروفو ليحمل اسمها في عام 1971. وسمي أحد شوارع جابروفو على اسمها في عام 1997، وذلك في نفس العام الذي أعيد دفن رفاتها في مسقط رأسها. أعلنت جمعية رعاية الأمومة التابعة لمدرسة أبريلوف الثانوية عن إنشاء صندوق منح دراسية باسمها في عام 2002. وعينت كمواطنة فخرية لمدينة جابروفو في عام 2005. يحتفظ المتحف الإقليمي للتاريخ في جابروفو بمجموعة من المقتنيات التي كانت عائدة إلى فينكوفا على غرار مجموعة من أدوات المائدة الفضية الخاصة بها، وصحن من البورسلين من مصحة إيسكريتش، والختم الذي استعملته في رسائلها، وبطانية طرزها لها أحد مرضاها، وذلك فضلًا عن تبرع عائلتها بصورها ووثائقها ومقتنياتها الأخرى لجمعية رعاية الأمومة. نصبت لوحة تذكارية على واجهة منزلها السابق في صوفيا في عام 2020.